# Flagge Äquatorialguineas
Die Flagge Äquatorialguineas ist eine waagerechte Trikolore in den Farben Grün, Weiß und Rot, mit eingeschobenem blauen Dreieck auf der linken Seite.

## Bedeutung
- Grün steht für die Naturschätze und den Urwald des Landes
- Blau steht für das Wasser, welches das Hauptland mit den Inseln verbindet
- Weiß symbolisiert Frieden
- Rot steht für den Kampf um die Unabhängigkeit

Im mittleren Streifen liegt das Wappen Äquatorialguineas mit Mangroven-Baum, sechs gelben Sternen und dem Wahlspruch Unidad Paz Justicia (Einigkeit Frieden Gerechtigkeit).

## Geschichte
Während der spanischen Kolonialzeit wurde nur die Flagge Spaniens verwendet. Über eine eigene Flagge verfügte die Kolonie beziehungsweise die Überseeprovinz nicht.
Die Flagge wurde ursprünglich zur Unabhängigkeit des Landes am 12. Oktober 1968 eingeführt. Anfangs gab es keine klaren Vorschriften, wann das Wappen in der Flagge verwendet werden musste, weswegen es in den ersten Jahren auch Versionen ohne Wappen gab. Während der Diktatur von Francisco Macías Nguema zwischen 1973 und 1979 wurde das Emblem geändert. Es zeigte einen Hahn, ein Schwert, mehrere traditionelle, afrikanische Werkzeuge zur Feldarbeit und neben dem Wahlspruch des Landes in einem Banner ein weiteres Banner mit dem Wort Trabajo (Arbeit). Dieses Wappen wurde ab 1978 auch in die Flagge eingesetzt. Seitdem ist das Führen des Wappens in der Flagge vorgeschrieben. Am 21. August 1979 wurde nach dem Sturz Nguemas das alte Wappen wieder offiziell eingeführt und auch wieder in die Nationalflagge aufgenommen.

Nationalflagge ohne Wappen
Nationalflagge, 1978–1979

## Weitere Flaggen Äquatorialguineas
Das Volk der Bubi auf der Insel Bioko verwendet eine mehrfach grün-rot gestreifte Flagge mit einem blauen Kanton, indem in einem weißen Dreieck traditionelle Symbole ruhen. Die aus dem Volk der Bubi hervorgehende Unabhängigkeitsbewegung Grupo Nacionalista Bubi 1 de Abril (Gruppe der Bubi Nationalisten 1. April) verwendet eine blau-weiß-grüne Trikolore mit einem vierstrahligen, schwarzen Stern im Zentrum des weißen Streifens.

Flagge des Volks der Bubi
Grupo Nacionalista Bubi 1 de Abril